# Sân vận động Dudley Road
Sân vận động Dudley Road từng là một sân vận động bóng đá tại Wolverhampton, Anh. Nó từng là sân nhà của câu lạc bộ Wolverhampton Wanderers từ năm 1881 đến năm 1889, và được sử dụng trong mùa giải đầu tiên ở English Football League.

## Lịch sử
Sân vận động được đưa vào sử dụng năm 1881, nhưng chỉ có cơ sở hạ tầng khá khiêm tốn, chỉ bao gồm một khán đài ngồi ở khu vực đường biên phía Nam và một khán đài đứng nhỏ. Sân vận động này nằm ở phía Nam của trung tâm thị trấn Wolverhampton và ở phía đông của đường Dudley.
Wolves là một trong những thành viên sáng lập của Football League năm 1888, và trận đấu đầu tiên được diễn ra trên sân Dudley Road là trận hòa 1-1 với Aston Villa vào ngày 8 tháng 9 năm 1888, trận đấu được theo dõi bởi 2,500 khán giả. Bàn thắng đầu tiên ở sân vận động này là pha đá phản lưới nhà của cầu thủ Gershom Cox thuộc biên chế Aston Villa, và trong nhiều năm bàn thắng đó đã được tin rằng là bàn thắng đầu tiên được ghi ở Football League, mặc dù các nghiên cứu sau này chỉ ra rằng bàn thắng đầu tiên được ghi tại sân vận động Pike's Lane bởi cầu thủ Kenny Davenport của Bolton Wanderers. Kỉ lục về số lượng khán giả ở sân Dudley Road là 10,000, được thiết lập vào ngày 2 tháng 3 năm 1889, trong trận đấu thuộc khuôn khổ cúp FA giữa Wolves và The Wednesday. Đây cũng đồng thời là trận đấu cuối cùng được chơi trên sân Dudley Road, bởi Wolves đã chuyển tới sân vận dồng Molineux ở đầu mùa giải 1889–90.
Địa điểm này sau này được tái quy hoạch thành khu nhà ở, với con đường chính đi qua một khu đất được gọi là "Đại lộ Wolverhampton".